# O Fantástico Mistério de Feiurinha
O Fantástico Mistério de Feiurinha é um livro infanto-juvenil de 1986, do escritor brasileiro Pedro Bandeira.
O livro trata do desaparecimento de uma suposta princesa, chamada Feiurinha, e promove um reencontro entre as principais princesas dos contos de fadas: Cinderela, Branca de Neve, Chapeuzinho Vermelho, A Bela Adormecida, Rapunzel, Bela e Rosaflor Della Moura Torta.
Há também espaço para a rivalidade entre princesas, que demonstram se preocupar mais com suas próprias histórias em determinados momentos. Porém, as diferenças acabam quando todas têm o objetivo de resgatar a Princesa Feiurinha.
Em 2009, o livro foi adaptado para o cinema, através da apresentadora Xuxa Meneghel. Com o nome Xuxa em: O Mistério de Feiurinha, o filme marca a estreia de Sasha Meneghel, filha da apresentadora, como atriz. Sasha interpreta a personagem-título, Feiurinha, enquanto Xuxa vive Cinderela. Em entrevista, Pedro Bandeira revelou que sugeriu que Sasha protagonizasse o filme. Todavia, no início de novembro, o escritor comentou que Sasha não possui talento como atriz, mas como cantora.